# Edward Makula
Edward Makula (ur. 4 lipca 1930 w Kończycach, zm. 15 stycznia 1996 w Warszawie) – polski pilot szybowcowy i samolotowy. Szybowcowy mistrz świata w klasie otwartej (1963) i wicemistrz świata w tej klasie (1960) na szybowcu Zefir 2. 4-krotny mistrz Polski (lata 1957, 1965, 1966, 1978). 7-krotny rekordzista świata i 17-krotny rekordzista Polski. Sędzia międzynarodowy w sporcie szybowcowym, instruktor. Zdobywca medali: Tańskiego (1957) i Lilienthala (1965) oraz Złotej Odznaki Szybowcowej z 3 diamentami.

## Życiorys
W lipcu 1946 r. rozpoczął szkolenie szybowcowe i uzyskał kategorię A i B pilota szybowcowego. W 1947 r. podwyższył uprawnienia do kategorii C. W Cywilnej Szkole Pilotów i Mechaników w Ligotce Dolnej odbył kurs podstawowego pilotażu samolotowego. W latach 1948–1949 spełnił warunki do Srebrnej Odznaki Szybowcowej. W 1950 r. ustanowił dwa rekordy Polski w przelocie docelowo-powrotnym, w tym samym roku z nawigatorem Zbigniewem Radowiczem zajął trzecie miejsce w XI Krajowych Zawodach Lotniczych. Uzyskał uprawnienia instruktora szybownictwa, w 1951 r. prowadził wykłady z zakresu szybownictwa wyczynowego w ramach szkoły instruktorów szybowcowych w Aleksandrowicach.
W 1951 r. zdał egzamin maturalny w liceum mechanicznym w Katowicach i rozpoczął pracę jako technolog, a później jako nauczyciel przedmiotów zawodowych w Technikum Energetycznym w Bytomiu, gdzie pracował do 1965. W 1952 r. został zatrudniony w Pałacu Młodzieży w Katowicach w pracowni modelarskiej i samochodowej jako instruktor. W tym samym roku, wspólnie ze Stanisławem Skrzydlewskim i Adamem Witkiem, wykonał po raz pierwszy na świecie zespołową akrobację szybowcową. W 1953 r., wspólnie ze Stanisławem Skrzydlewskim i Stanisławem Wielgusem, wydał książkę Przeloty szybowcowe.
Rozpoczął studia w Wieczorowej Szkole Inżynierskiej w Katowicach, które ukończył w 1955 r. W tym samym roku wyjechał do Indii z polską wyprawą szybowcową. Za udział w tej wyprawie został odznaczony Srebrnym Krzyżem Zasługi. 14 kwietnia zdobył ostatni diament do swej Złotej Odznaki Szybowcowej. W 1957 r. został członkiem Zarządu Aeroklubu Śląskiego oraz Szybowcowej Kadry Narodowej. Za wybitne osiągnięcia w szybownictwie w 1957 r. otrzymał Medal Tańskiego.
W 1958 r. ukończył studium magisterskie na Wydziale Mechanicznym Politechniki Śląskiej w Gliwicach i uzyskał tam dyplom magistra inżyniera mechanika, ze specjalizacją technologii budowy maszyn. W tym samym roku został odznaczony Srebrnym Medalem za Wybitne Odznaczenia Sportowe. W 1960 r. na VIII Szybowcowych Mistrzostwach Świata w Kolonii zdobył tytuł wicemistrza klasy otwartej. W tym samym roku został zatrudniony jako pilot w wojewódzkiej Stacji Ratunkowej w Katowicach i otrzymał Złoty Medal za Wybitne Osiągnięcia Sportowe. W 1961 r. ukończył kurs pilotażu śmigłowcowego. W lutym 1963 r. w Argentynie zdobył tytuł Szybowcowego Mistrza Świata. Za swe osiągnięcia otrzymał w 1965 r. Medal Lilienthala.
W 1965 r. zakończył pracę w zawodzie pilota sanitarnego w ośrodku katowickim i został zatrudniony w PLL LOT. W 1970 r. wziął udział w Szybowcowych Mistrzostwach Świata w Marfie, gdzie zajął piąte miejsce w klasie otwartej. Po zakończeniu kariery zawodniczej latał jako pilot, pod koniec pracy zawodowej (ze względów zdrowotnych) jako nawigator na samolotach Ił-62M. Znalazł się w gronie załóg wykonujących loty pasażerskie nad biegunem północnym. W 1994 r. został wyróżniony Złotym Medalem Aeroklubu Polski.
Pochowany w Warszawie na Powązkach Wojskowych.
Krewny Jerzego Makuli.

## Osiągnięcia sportowe
W swej karierze zawodniczej brał udział w wielu zawodach, najważniejsze to:
| Data | Zawody                                            | Miejsce     | Lokata |
| 1957 | IV Szybowcowe Mistrzostwa Polski                  | Leszno      | 1      |
| 1958 | 7. Szybowcowe Mistrzostwa Świata                  | Leszno      | 5      |
| 1960 | 8. Szybowcowe Mistrzostwa Świata                  | Kolonia     | 2      |
| 1962 | 2. Szybowcowe Mistrzostwa Państw Socjalistycznych | Leszno      | 6      |
| 1963 | 9. Szybowcowe Mistrzostwa Świata                  | Junín       | 1      |
| 1965 | 10. Szybowcowe Mistrzostwa Świata                 | Sout Corney | 4      |
| 1965 | XI Szybowcowe Mistrzostwa Polski                  | Leszno      | 1      |
| 1966 | XII Szybowcowe Mistrzostwa Polski                 | Leszno      | 1      |
| 1968 | 11. Szybowcowe Mistrzostwa Świata                 | Leszno      | 8      |
| 1970 | 12. Szybowcowe Mistrzostwa Świata                 | Marfa       | 5      |
| 1978 | XXIII Szybowcowe Mistrzostwa Polski               | Leszno      | 1      |

Ustanowione rekordy świata:
| Data             | Kategoria                                                              | Trasa                                                    | Wynik       |
| 16 sierpnia 1955 | Przelot szybowcem jednomiejscowym na trasie trójkąta o długości 200 km | Lisie Kąty, Przepałkowo, Zblewo, Lisie Kąty              | 67,304 km/h |
| 31 lipca 1972    | Przelot szybowcem dwumiejscowym na trasie trójkąta o długości 300 km   | Douglas County, Bridgeport, Rawhide, Douglas County      | 113,72 km/h |
| 4 sierpnia 1972  | Przelot szybowcem dwumiejscowym na trasie trójkąta o długości 500 km   | Douglas County, Susanville, Old Lovelock, Douglas County | 101,18 km/h |
| 6 sierpnia 1972  | Przelot szybowcem jednomiejscowym na trasie trójkąta o długości 100 km | Minden, Dayton, Valley View, Minden                      | 130,72 km/h |
| 8 sierpnia 1972  | Przelot docelowo-powrotny szybowcem dwumiejscowym                      | Douglas County, Darwin, Douglas County                   | 718,2 km    |
| 20 lipca 1974    | Przelot szybowcem dwumiejscowym na trasie trójkąta o długości 300 km   | Douglas County, Chalfant, Gabbs, Douglas County          | 114,86 km/h |
| 24 sierpnia 1974 | Przelot szybowcem dwumiejscowym na trasie trójkąta o długości 300 km   | Minden, -, Minden                                        | 122,06 km/h |

Ustanowione rekordy Polski:
| Data          | Kategoria                                    | Wynik       |
| maj 1950      | Przelot docelowo-powrotny                    | 121 km      |
| czerwiec 1950 | Przelot docelowo-powrotny                    | 231 km      |
| 1951          | Przelot na trasie trójkąta o długości 100 km | 57,18 km/h  |
| 1954          | Przelot na trasie trójkąta o długości 100 km | 88 km/h     |
| czerwiec 1958 | Przelot na trasie trójkąta o długości 200 km | 79 km/h     |
| czerwiec 1958 | Przelot na trasie trójkąta o długości 300 km | 70,605 km/h |
| maj 1960      | Przelot na trasie trójkąta o długości 100 km | 103,1 km/h  |
| czerwiec 1960 | Przelot na trasie trójkąta o długości 200 km | 93,928 km/h |
| czerwiec 1962 | Przelot na trasie trójkąta o długości 300 km | 79,5 km/h   |
| luty 1963     | Przelot otwarty                              | 716 km      |